# Иссьему, Тьерри
Тьерри Иссьему (фр. Thierry Issiémou; род. 31 марта 1983, Либревиль) — габонский футболист, полузащитник клуба «Бонговил». Выступал за национальную сборную Габона.

## Биография

### Клубная карьера
Начал профессиональную карьеру в Габоне. Выступал за местные клубы: «Либревиль», «Согеа», «Дельта Телестар». В 2007 году попал в известный венгерский клуб «Дебрецен». В команде не смог закрепиться и перешёл в «Вашаш». В ноябре 2008 года подписал предварительный контракт со львовскими «Карпатами», в январе 2009 года «Карпаты» отказались от его услуг. Летом 2009 года перешёл в тунисский «Монастир».

### Карьера в сборной
В сборной Габона играл с 2002 по 2010 годы.